# Dave Brat
David Alan Brat, detto Dave (Detroit, 27 luglio 1964), è un politico statunitense, membro della Camera dei Rappresentanti per lo stato della Virginia dal 2014 al 2019.

## Biografia
Nato a Detroit, Brat studiò all'American University e successivamente lavorò come consulente per la Arthur Andersen e la Banca Mondiale. In seguito venne assunto come docente universitario di economia.
Entrato in politica con il Partito Repubblicano, nel 2014 si candidò alla Camera dei Rappresentanti per il seggio occupato dal compagno di partito Eric Cantor, leader di maggioranza dell'assemblea. Nelle primarie Brat, che era sostenuto dal Tea Party, riuscì a sconfiggere a sorpresa Cantor, criticando la sua attività parlamentare. La vittoria di Brat fu senza precedenti, dal momento che fu la prima occasione in cui un candidato sconfiggeva nelle primarie il leader di maggioranza alla Camera, sin da quando nel 1899 tale figura fu creata.
In seguito alla sconfitta, Cantor annunciò le sue dimissioni da deputato prima della scadenza del mandato e furono indette quindi delle elezioni speciali per determinare il deputato che avrebbe portato a termine il mandato corrente di Cantor; Brat si candidò anche in questa competizione e riuscì a vincerla, approdando al Congresso già da novembre.
Riconfermato per un secondo mandato nel 2016, si candidò per la terza volta nel 2018. Essendo il distretto estremamente favorevole ai repubblicani, Brat fu inizialmente dato per favorito dai sondaggisti; tuttavia, la sua avversaria democratica Abigail Spanberger si rivelò particolarmente temibile e la sfida divenne sorprendentemente competitiva. Durante i confronti pubblici, la strategia comunicativa di Brat fu quella di assimilare l'avversaria a Nancy Pelosi ma al termine della competizione la Spanberger riuscì a prevalere. Brat lasciò così il Congresso dopo poco più di quattro anni di permanenza.
Ideologicamente Brat è un repubblicano molto conservatore.